# Pristimantis gracilis
Espèce
Synonymes
- Eleutherodactylus gracilis Lynch, 1986

Statut de conservation UICN

 VU B1ab(iii) : Vulnérable
Pristimantis gracilis est une espèce d'amphibiens de la famille des Craugastoridae.

## Répartition
Cette espèce est endémique de Colombie. Elle se rencontre entre 1 680 et 2 320 m d'altitude :
- sur le versant Est de la cordillère Occidentale dans les départements de Valle del Cauca, de Risaralda et d'Antioquia ;
- sur le versant Ouest de la cordillère Centrale dans les départements de Caldas et d'Antioquia.

## Description
Les mâles mesurent de 24,9 à 30,5 mm et les femelles de 36,7 à 43,9 mm.

## Publication originale
- Lynch, 1986 : New species of Eleutherodactylus of Colombia (Amphibia: Leptodactylidae). 2. Four species from the cloud forests of the western Cordilleras. Caldasia, Bogotá, vol. 15, p. 629-647 (texte intégral).